# C.J. Sapong
C.J. Sapong (Manassas, 1988. december 27. –) amerikai válogatott labdarúgó, a Toronto csatárja.

## Pályafutása

### Klubcsapatokban
Sapong a virginiai Manassasban született. Az ifjúsági pályafutását a DC United akadémiájánál kezdte.
2009-ben mutatkozott be a Fredericksburg Gunners felnőtt keretében. 2010-ben a Reading United, majd 2011-ben a Sporting Kansas City szerződtette. 2013-ban az Orlando City csapatát erősítette kölcsönben. 2015-ben a Philadelphia Unionhoz igazolt. 2019 februárjában a Chicago Fire klubjához csatlakozott. 2019. március 3-án, a LA Galaxy ellen 2–1-re elvesztett bajnokin debütált és egyben meg is szerezte első gólját a klub színeiben. 2021. február 10-én hároméves szerződést kötött a Nashville együttesével. Először a 2021. április 18-ai, Cincinnati ellen 2–2-es döntetlennel zárult mérkőzés 60. percében, Jhonder Cádiz cseréjeként lépett pályára. Első gólját 2021. május 8-án, a New England Revolution ellen hazai pályán 2–0-ra megnyert találkozón szerezte meg. 2023. április 24-én a Torontóhoz írt alá a szezon végéig.

### A válogatottban
Sapong 2012-ben debütált az amerikai válogatottban. Először a 2012. január 22-ei, Venezuela ellen 1–0-ra megnyert barátságos mérkőzésen lépett pályára.

## Statisztikák
2023. június 25. szerint
| Klub                 | Szezon   | Osztály  | Bajnokság | Bajnokság | Kupa  | Kupa | Nemzetközi | Nemzetközi | Összesen | Összesen |
| Klub                 | Szezon   | Osztály  | Meccs     | Gól       | Meccs | Gól  | Meccs      | Gól        | Meccs    | Gól      |
| -------------------- | -------- | -------- | --------- | --------- | ----- | ---- | ---------- | ---------- | -------- | -------- |
| Sporting Kansas City | 2011     | MLS      | 37        | 6         | 1     | 0    | —          | —          | 38       | 6        |
| Sporting Kansas City | 2012     | MLS      | 33        | 9         | 5     | 2    | —          | —          | 38       | 11       |
| Sporting Kansas City | 2013     | MLS      | 30        | 5         | 2     | 0    | 5          | 0          | 37       | 5        |
| Sporting Kansas City | 2014     | MLS      | 21        | 2         | 2     | 0    | 4          | 0          | 27       | 2        |
| Sporting Kansas City | Összesen | Összesen | 121       | 22        | 10    | 2    | 9          | 0          | 140      | 24       |
| Philadelphia Union   | 2015     | MLS      | 27        | 9         | 3     | 0    | —          | —          | 30       | 9        |
| Philadelphia Union   | 2016     | MLS      | 32        | 7         | 1     | 0    | —          | —          | 33       | 7        |
| Philadelphia Union   | 2017     | MLS      | 33        | 16        | 2     | 1    | —          | —          | 35       | 17       |
| Philadelphia Union   | 2018     | MLS      | 33        | 4         | 3     | 1    | —          | —          | 36       | 5        |
| Philadelphia Union   | Összesen | Összesen | 125       | 36        | 9     | 2    | 0          | 0          | 134      | 38       |
| Chicago Fire         | 2019     | MLS      | 32        | 13        | 1     | 0    | 1          | 0          | 34       | 13       |
| Chicago Fire         | 2020     | MLS      | 11        | 2         | 0     | 0    | —          | —          | 11       | 2        |
| Chicago Fire         | Összesen | Összesen | 43        | 15        | 1     | 0    | 1          | 0          | 45       | 15       |
| Nashville            | 2021     | MLS      | 35        | 12        | 0     | 0    | —          | —          | 35       | 12       |
| Nashville            | 2022     | MLS      | 34        | 5         | 3     | 1    | —          | —          | 37       | 6        |
| Nashville            | 2023     | MLS      | 8         | 0         | 0     | 0    | —          | —          | 8        | 0        |
| Nashville            | Összesen | Összesen | 77        | 17        | 3     | 1    | 0          | 0          | 80       | 18       |
| Toronto              | 2023     | MLS      | 11        | 1         | 1     | 0    | —          | —          | 12       | 1        |
| Összesen             | Összesen | Összesen | 377       | 91        | 24    | 5    | 10         | 0          | 411      | 96       |

### A válogatottban
| Válogatott       | Év       | Pályára lépés | Gól |
| ---------------- | -------- | ------------- | --- |
| Egyesült Államok | 2012     | 2             | 0   |
| Egyesült Államok | 2017     | 1             | 0   |
| Egyesült Államok | 2018     | 1             | 0   |
| Összesen         | Összesen | 4             | 0   |

## Sikerei, díjai
Sporting Kansas City
- MLS
  - Bajnok (1): 2013

- US Open Cup
  - Győztes (2): 2012, 2015

Philadelphia Union
- US Open Cup
  - Döntős (1): 2018